# Euronezijci
Euronezijci (Euronesians), termin kojim se označava anglofonsku zajednicu u područjima Oceanije, srodnog rasnog tipa, nastalog miješanjem Polinezijaca i Europljana (točnije Engleza i Amerikanaca), oko 64,000 pripadnika (2005) u osam zemalja, to su: Američka Samoa (4,700); Kukovi otoci (600); Fidži (16,000); Kiribatima (1,100); Norfolku (80); Papui Novoj Gvineji (4,900); Samoi (17,000) i Solomonovom Otočju (17,000). 
Stanovnike Francuske Polinezije i Nove Kaledonije također nazivaju Euronezijcima, ali njihovo porijeklo i jezik su drugačiji. 

## Vanjske poveznice
- Euronesian